# 若木
若木，嬴姓，费氏，是中国历史上夏朝时期徐国的国君。

## 家族
根據清代徐時棟所著《徐偃王志》，若木為伯益之子，颛顼和大業的後代。後來夏禹將若木封於淮夷的徐国，成為徐国的始祖和第一位国君。